# Protaxis bicoloripes
Protaxis bicoloripes är en skalbaggsart som beskrevs av Maurice Pic 1923. Protaxis bicoloripes ingår i släktet Protaxis och familjen långhorningar. Inga underarter finns listade i Catalogue of Life.